# روز ششم
روز ششم (به انگلیسی: The 6th Day) یک فیلم اکشن و علمی تخیلی آمریکایی محصول سال ۲۰۰۰ به کارگردانی راجر اسپاتیس‌وود و با بازی آرنولد شوارتزنگر، تونی گلدوین، مایکل راپاپورت و رابرت دووال است. در این فیلم، آرنولد در نقش یک مرد خانواده در زمان آینده را بازی می‌کند که به طور غیرقانونی به عنوان بخشی از یک توطئه گسترده که شامل یک تاجر میلیاردر مخوف است، به طور غیرقانونی شبیه سازی می‌شود و برای پاک کردن نام خود و محافظت از خانواده‌اش در برابر توطئه گرانی که به دنبال حفظ شبیه سازی هستند، درگیر می‌شود. این عنوان به روایت آفرینش پیدایش یهودی-مسیحی اشاره دارد، جایی که خداوند بشر را در روز ششم آفرید. این فیلم اولین بازیگری تری کروس بود.
شوارتزنگر برای بازی در این فیلم ۲۵ میلیون دلار دستمزد دریافت کرد. این فیلم نقدهای متفاوتی دریافت کرد و در باکس آفیس شکست خورد و با بودجه ۸۲ میلیون دلاری ۹۶ میلیون دلار در سراسر جهان به دست آورد.

## داستان
سال ۲۰۱۰ است و حتی حیوانات خانگی را به‌طور مرتب تکثیر می‌کنند. «آدام گیبسن» (شوارتزنگر) را به اتفاق دوستش، «هنک» (راپاپورت) یک شرکت حمل و نقل هوایی را می‌گرداند و خودش هدایت هلیکوپتری را به عهده دارد. اما یک شب از سر کار بر می‌گردد و مشابهی از خودش را در خانه می‌یابد …

## بازیگران
- آرنولد شوارتزنگر در نقش آدام گیبسون
- مایکل راپاپورت در نقش هنک مورگان، بهترین دوست آدام
- تونی گلدوین
- مایکل روکر
- سارا واینتر
- وندی کروسون
- رادنی رولند
- تری کروس در نقش وینسنت بانسورث، یک قاتل که برای دراکر کار می‌کند
- کالین کانینگهام
- رابرت دووال
- کن پوگ